# Platzhaus Wenns

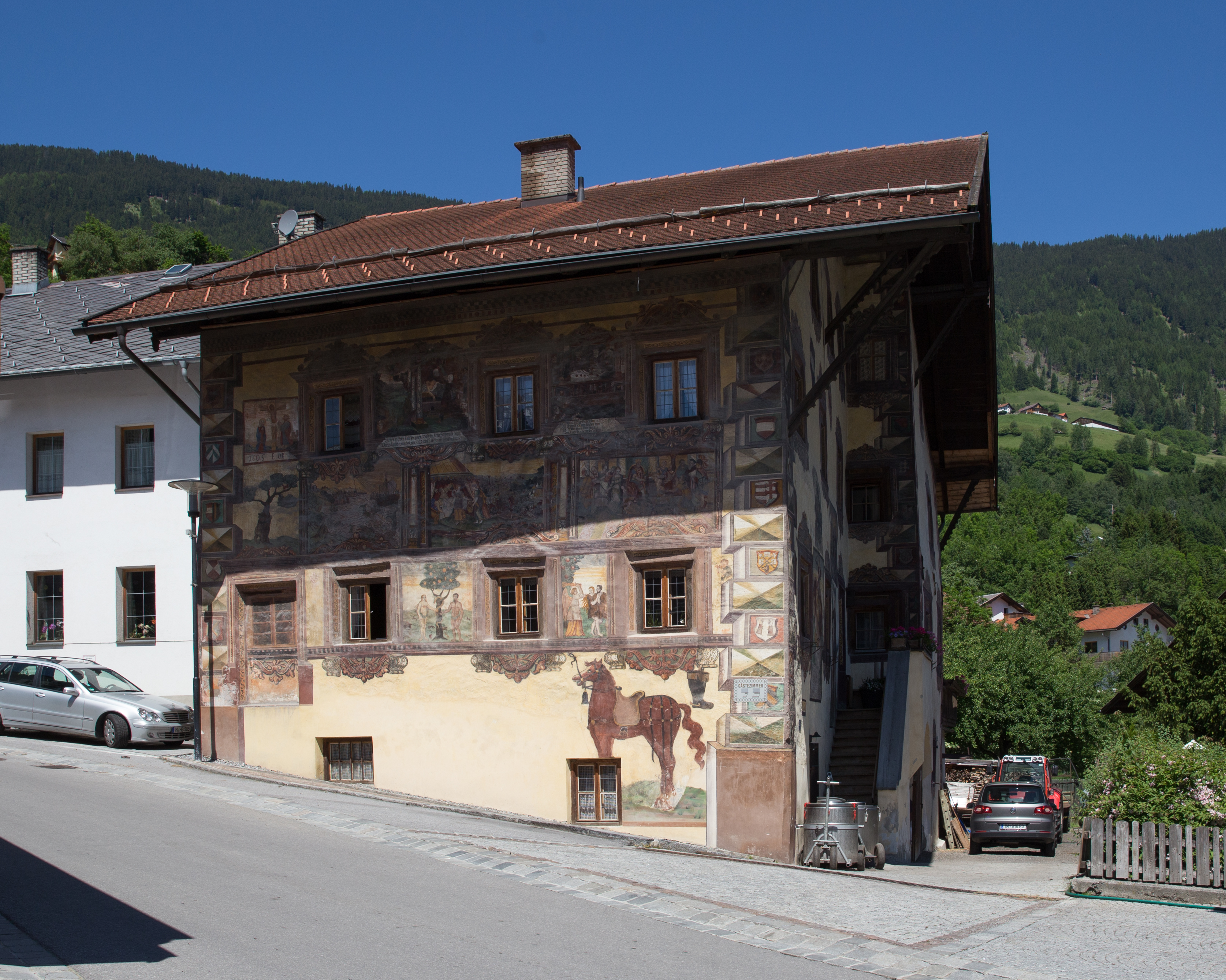
Platzhaus Wenns

Das Platzhaus Wenns (auch: Haus von Wenns) ist ein ehemaliges Richterhaus am Georg-Matthäus-Vischer-Platz in der Gemeinde Wenns im Bezirk Imst in Tirol. Das Gebäude steht unter Denkmalschutz. Es gilt als einer der kulturhistorisch bedeutendsten Bauten des Tiroler Oberlandes.

## Geschichte
Das ehemalige Richterhaus wurde im Jahr 1576 für den Gerichtspfleger Christoph Gennebein errichtet. Es war Amtshaus der Grafen von Hirschberg, die es als Amtshaus für ihre Aufgaben als Richter und Dorfvögte nutzten. Später war es als Gasthaus in Verwendung.

## Architektur
Außenbeschreibung
Das Platzhaus ist ein zweigeschoßiger gemauerter Bau mit ausgebautem Dachgeschoß über einem Mittelflurgrundriss. Es ist mit einem Pfettendach gedeckt und weist im Giebel Flurgesperr auf. Die nördliche Hausseite springt giebelseitig leicht vor. Die östliche Seite weist aufgrund der Hanglage einen hohen gemauerten Sockel auf sowie eine steile gemauerte Freitreppe. An der östlichen Giebel- sowie der südlichen Traufseite ist überreiche Renaissancemalerei zum Alten und Neuen Testament, sowie Heiligenfiguren, die durch Inschriften erläutert werden. Auf der Giebelseite befinden sich ein großes Bildfeld des heiligen Christophorus und eine Darstellung des heiligen Georg. Auf der rechten Seite ist ein nackter Mann dargestellt. Die Inschrift von 1576 nennt den Bauherrn. Auf dem Treppenaufgang befindet sich ein riesenhaft wirkender „Wilder Mann“ mit Baumstamm. An der Traufseite ist ein ausführliches Bildprogramm zwischen den Fenstern der beiden Geschoße sowie in der Brüstung des Obergeschoßes. Am Sockel des Bauwerks ist ein gesatteltes und angebundenes Pferd dargestellt. Darüber beginnt die Bilderfolge, die mit dem „Sündenfall“ und der „Vertreibung aus dem Paradies“ beginnt und bis zu einer Kreuzigungsszene geht. Diese ist mit der Jahreszahl 1608 datiert. In der oberen Reihe sind „Judith mit dem Haupt des Holofernes“, das „Urteil des Salomos“ und das „Lazarus und das Gastmahl des reichen Prassers“ dargestellt. Grundsätzlich orientieren sich die Malereien an den druckgraphischen Vorlagen der Renaissance, wurden jedoch im 18. Jahrhundert renoviert und übermalt. Die Eckquader mit Wappenschilden sind gemalt.
Innenbeschreibung
Küche und Erdgeschoßflur sind stichkappengewölbt.